# سد كاباندا
سد كاباندا هو سد تم بنائه على نهر كوانزا في مقاطعة مالانجي،أنغولا.تم البدأ في بناء السد في 1987 وتأخر البناء بسبب الحرب الأهلية وتم افتتاحه في 2007.